# Negaprion eurybathrodon
A Negaprion eurybathrodon a porcos halak (Chondrichthyes) osztályának a kékcápaalakúak (Carcharhiniformes) rendjébe, ezen belül a kékcápafélék (Carcharhinidae) családjába tartozó faj.

## Tudnivalók
A Negaprion eurybathrodon a citromcápa (Negaprion brevirostris) fosszilis rokona, amely az Amerikai Egyesült Államok területén élt a miocén kor ideje alatt. Ezt a cápafajt 1862 Blake írta le először.

## Fordítás
Ez a szócikk részben vagy egészben  a   Negaprion eurybathrodon című angol Wikipédia-szócikk ezen változatának fordításán alapul.  Az eredeti cikk szerkesztőit annak laptörténete sorolja fel. Ez a jelzés csupán a megfogalmazás eredetét és a szerzői jogokat jelzi, nem szolgál a cikkben szereplő információk forrásmegjelöléseként.